# Anthony Pilkington
Anthony Pilkington Neil James (Blackburn, el 6 de juny de 1988) és un futbolista professional que juga al Fleetwood Town, generalment com a lateral.